# 黒坂警察署
黒坂警察署（くろさかけいさつしょ）は、鳥取県警察が管轄する警察署の一つである。

## 所在地
- 鳥取県日野郡日野町下菅242番地1

## 管轄区域
- 西伯郡のうち伯耆町
- 日野郡
  - 日南町
  - 日野町
  - 江府町

## 沿革
- 2005年4月1日 溝口警察署（伯耆町・江府町を管轄していた）を黒坂警察署に統合。統合に伴い、旧溝口警察署跡地に溝口幹部派出所を設置。

## 幹部交番

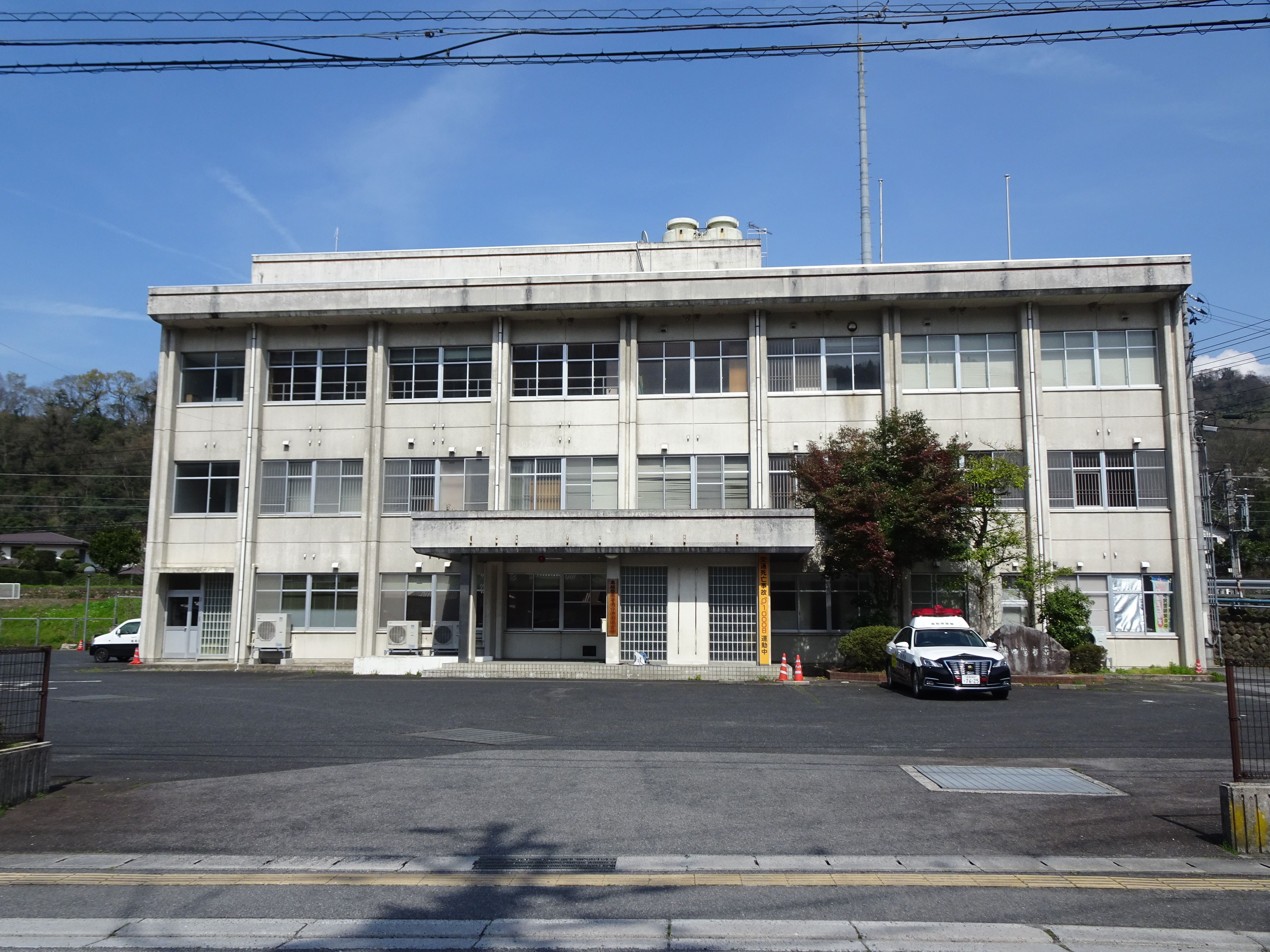
溝口幹部派出所

（）の中は所在地。

### 伯耆町
- 溝口幹部派出所（西伯郡伯耆町溝口748-1）

## 駐在所
（）の中は所在地。

### 伯耆町
- 番原駐在所（西伯郡伯耆町番原1093-2）
  - 西伯郡旧岸本町のうち清原、口別所、久古、福岡、番原、真野、大原、須村、丸山、小林、上細見、立岩、吉定および岸本ならびに伯耆町溝口のうち大江、上野、金屋谷、岩立の一部（通称桝水高原の区域に限る）、大内の一部（通称桝水高原の区域に限る）
- 大殿駐在所（西伯郡伯耆町大殿1075-15）
  - 西伯郡伯耆町のうち押口、吉長、遠藤、小野、小町、大殿、坂長、岩屋谷
- 溝口駐在所（西伯郡伯耆町溝口483-1）
  - 西伯郡伯耆町溝口のうち二部、畑池、福岡、焼杉、福居、船越、福吉、福島、三部、溝口、谷川、宮原、大倉、白水、根雨原、宇代、中祖、古市、父原、荘、長山、貴住、岩立の一部（通称桝水高原の一部を除く）栃原、大瀧、大坂、富江、福兼、添谷、大谷の一部（通称桝水高原の一部を除く）

### 日南町
- 生山駐在所（日野郡日南町生山817-2）
  - 日野郡日南町のうち丸山、霞、生山、花口、神戸上、上石見、中石見、下石見、三吉、福塚、神福、豊栄
- 多里駐在所（日野郡日南町多里193）
  - 日野郡日南町のうち河上、宮内、矢戸、三栄、多里、湯河、新屋、萩原、上萩山
- 印賀駐在所（日野郡日南町印賀1196）
  - 日野郡日南町のうち茶屋、笠木、福万来、佐木谷、福寿実、阿毘縁、折渡、印賀、宝谷、菅沢

### 日野町
- 根雨駐在所（日野郡日野町根雨355）
  - 日野郡日野町一円

### 江府町
- 江尾駐在所（日野郡江府町江尾480-1）
  - 日野郡江府町一円